# Apometzgeria pubescens
Apometzgeria pubescens là một loài Rêu trong họ Metzgeriaceae. Loài này được (Schrank) Kuwah. mô tả khoa học đầu tiên năm 1966.

## Hình ảnh

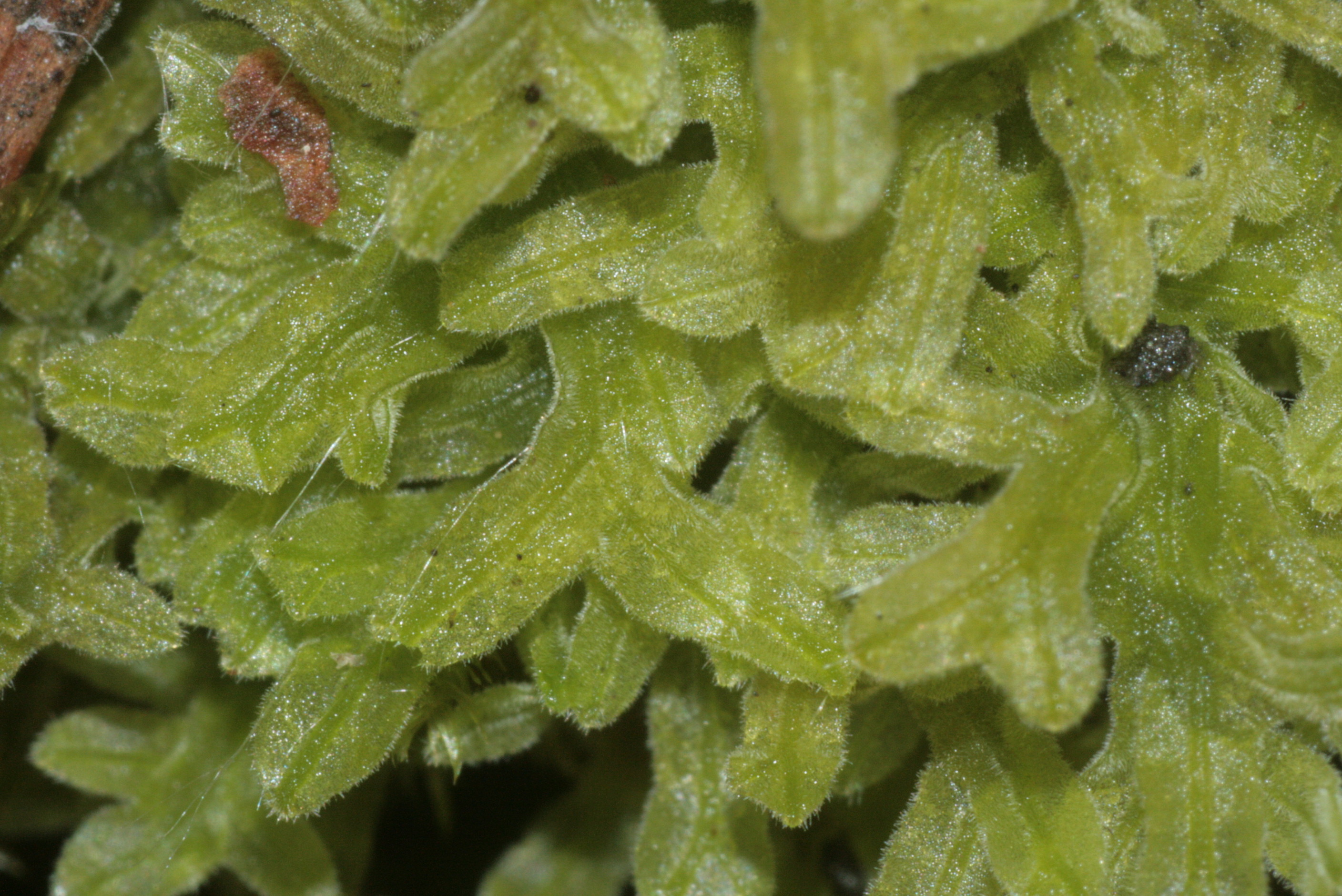
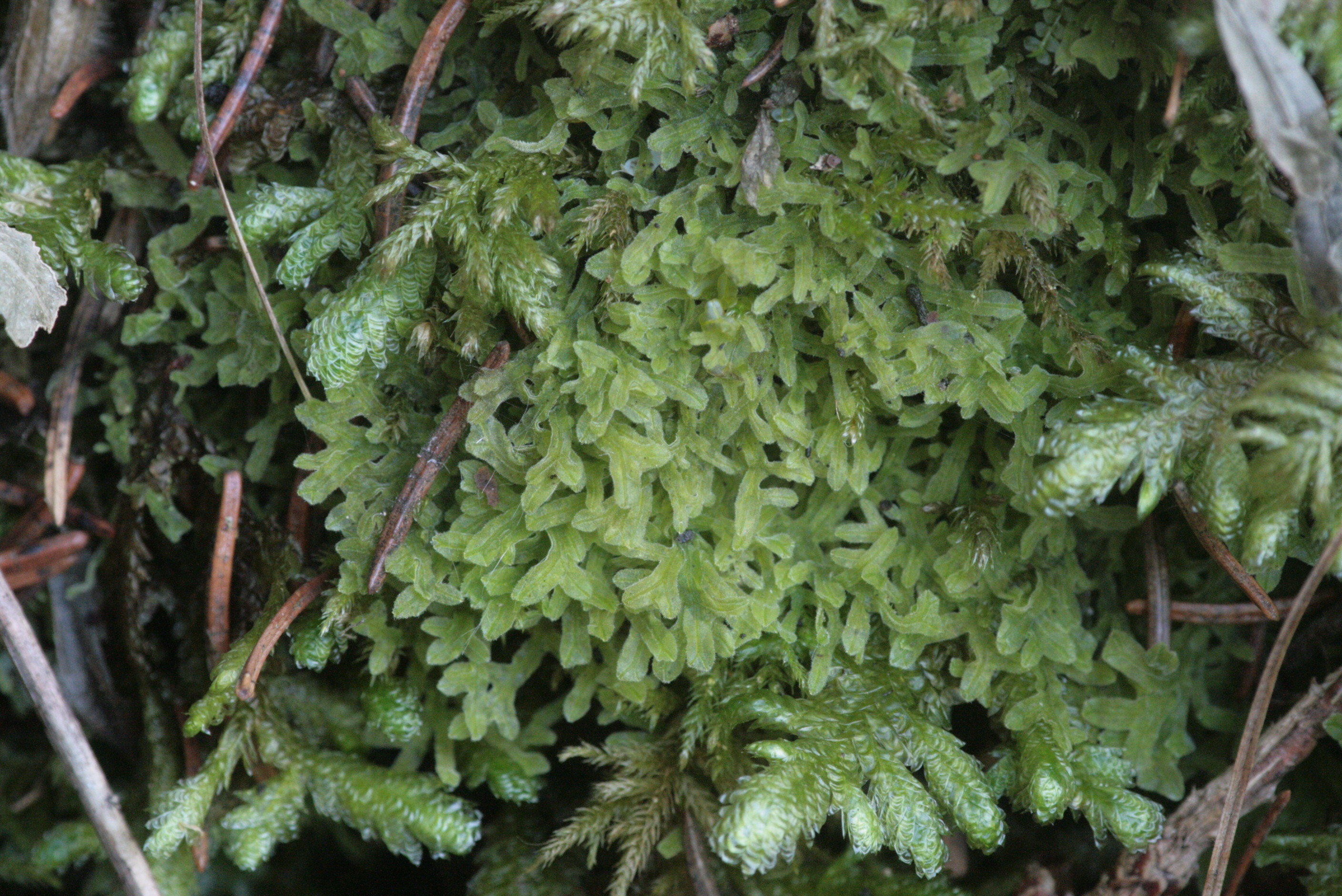